# كارلوس إلوايزا
كارلوس إلوايزا (بالإسبانية: Carlos Eluaiza)‏ (مواليد 5 يونيو 1965) هو ملاكم أرجنتيني، مثّل بلاده في الألعاب الأولمبية الصيفية 1988.

## روابط خارجية
كارلوس إلوايزا على موقع بوكس ريك (الإنجليزية) (registration required)
- كارلوس إلوايزا على موقع أوليمبيديا (الإنجليزية)